# Anosy
Anosy – jeden z 22 regionów Madagaskaru, leżący na południu państwa.  Do 2007 roku region był w prowincji Toliara. Nazwa regionu bierze się z języka malgaskiego, gdzie oznacza wyspę. Region Anosy różni się od reszty wyspy tym że w latach 1508–1617 był pod władaniem Portugalii kolonialnej, który służył im jako przystanek w drodze do Indii.
Według spisu z 2018 liczy 809 tys. mieszkańców, na powierzchni 25 731 km². Stolicą regionu jest Tôlanaro.
Region Anosy graniczy z czterema innymi regionami. Są to:
- Region Androy
- Region Atsimo-Andrefana
- Region Ihorombe
- Region Atsimo-Atsinanana

## Podział administracyjny regionu
Aktualnie region Anosy obejmuje 3 dystrykty, które dzielą się na 64 gmin. Oto lista dystryktów:
- Dystrykt Amboasary (Amboasary)
- Dystrykt Betroka (Betroka)
- Dystrykt Tolanaro (Tolanaro)[6]

## Parki narodowe i rezerwaty
Region Anosy obejmuje swoim terytorium 1 park narodowy i 1 rezerwat: 
- Rezerwat Barenty
- Park Narodowy Andohahela